# Ceredo
Ceredo és una població dels Estats Units a l'estat de Virgínia de l'Oest. Segons el cens del 2000 tenia 1.675 habitants.

## Demografia
Segons el cens del 2000, Ceredo tenia 1.675 habitants, 821 habitatges, i 466 famílies. La densitat de població era de 482,6 habitants per km².
Dels 821 habitatges en un 19% hi vivien nens de menys de 18 anys, en un 43,8% hi vivien parelles casades, en un 10,5% dones solteres, i en un 43,2% no eren unitats familiars. En el 41% dels habitatges hi vivien persones soles el 23,6% de les quals corresponia a persones de 65 anys o més que vivien soles. El nombre mitjà de persones vivint en cada habitatge era de 2,01 i el nombre mitjà de persones que vivien en cada família era de 2,69.
Per edats la població es repartia de la següent manera: un 17,9% tenia menys de 18 anys, un 7,7% entre 18 i 24, un 22,7% entre 25 i 44, un 25,6% de 45 a 60 i un 26,1% 65 anys o més.
L'edat mediana era de 46 anys. Per cada 100 dones de 18 o més anys hi havia 68,6 homes.
La renda mediana per habitatge era de 24.323 $ i la renda mediana per família de 33.700 $. Els homes tenien una renda mediana de 30.735 $ mentre que les dones 21.615 $. La renda per capita de la població era de 14.733 $. Entorn del 10,4% de les famílies i el 15% de la població estaven per davall del llindar de pobresa.

## Poblacions més properes
El següent diagrama mostra les poblacions més properes.